# Кінний спорт на літніх Олімпійських іграх 2020 — командна виїздка
Змагання з кінного спорту в командній виїздці на літніх Олімпійських іграх 2020 відбулися з 24 по 27 липня в Baji Koen Equestrian Park. Як і в інших дисциплінах верхової їзди, жінки змагаються поруч з чоловіками. Змагалися 45 вершників (15 команд по 3) з 15-ти країн.

## Формат змагань
Порівняно з попередніми Іграми формат змагань зазнав змін. Тепер команда складається з трьох вершників, а не чотирьох, і жодна оцінка не відкидається. Змагання мають два раунди: Гран-Прі та Гран-Прі Спешіел.
- Гран-Прі: участь беруть 15 команд по 3 вершники. 8 найперших за сумою їхніх виступів команд виходять до фінального раунду. Гран-Прі є водночас кваліфікаційним раундом до змагань з індивідуальної виїздки.
- Гран-Прі Спешіел: участь беруть 8 команд. Оцінки трьох вершників додаються і дають фінальну оцінку (оцінки Гран-Прі не враховуються. Виступи Гран-Прі Спешієл можуть виконувати під музику.

## Розклад
Змагання відбуваються впродовж чотирьох днів: два дні Гран-Прі, день відпочинку і день Гран-Прі Спешіел.
Вказано Японський стандартний час (UTC+9).
| День   | Дата                    | Початок | Завершення | Етап              |
| ------ | ----------------------- | ------- | ---------- | ----------------- |
| День 1 | Субота, 24 липня 2021   | 17:00   | 22:00      | 1-й день Гран-Прі |
| День 2 | Неділя, 25 липня 2021   | 17:00   | 22:00      | 2-й день Гран-Прі |
| День 4 | Вівторок, 27 липня 2021 | 17:30   | 22:40      | Гран-Прі Спешіел  |

## Результати

### Гран-прі
| Місце | Країна                           | Спортсмени                                                        | Коні                                                    | Індивідуальні оцінки       | Командна оцінка | Примітки |
| ----- | -------------------------------- | ----------------------------------------------------------------- | ------------------------------------------------------- | -------------------------- | --------------- | -------- |
| 1     | Німеччина (GER)                  | - Джессіка фон Бредов-Верндль - Доротеє Шнайдер - Ізабелль Верт   | - TSF Dalera - Showtime FRH - Bella Rose 2              | - 2717.0 - 2538.0 - 2656.5 | 7911.5          | Q        |
| 2     | Велика Британія (GBR)            | - Шарлотт Фрай - Карл Гестер - Шарлотт Дюжарден                   | - Everdale En Vogue Gio                                 | - 2482.5 - 2419.0 - 2607.0 | 7508.5          | Q        |
| 3     | Данія (DEN)                      | - Катрін Дюфур - Нанна Скодборґ Мерральд - Каріна Кассее Крют     | - Bohemian - Zack - Heiline's Danciera                  | - 2610.0 - 2356.0 - 2469.0 | 7435.0          | Q        |
| 4     | США (USA)                        | - Сабін Шут-Кері - Едрієнн Лайл - Стеффен Петерс                  | - Sanceo - Salvino - Suppenkasper                       | - 2525.0 - 2411.0 - 2453.5 | 7389.5          | Q        |
| 5     | Нідерланди (NED)                 | - Едвард Гал - Ганс Петер Міндергауд - Маріс ван Бален            | - Загалом Us - Dream Boy - Go Legend                    | - 2532.5 - 2473.5 - 2306.0 | 7312.0          | Q        |
| 6     | Швеція (SWE)                     | - Тереса Нільсхаґен - Антонія Рамель - Джульєтт Рамель            | - Dante Weltino Old - Brother de Jeu - Buriel K.H.      | - 2419.5 - 2207.0 - 2362.5 | 6969.0          | Q        |
| 7     | Португалія (POR)                 | - Родріго Торрес - Марія Каетано - Жуан Мігел Торрау              | - Fogoso - Fenix de Tineo - Equador                     | - 2338.5 - 2264.0 - 2260.0 | 6862.5          | Q        |
| 8     | Іспанія (ESP)                    | - Беатріс Феррер-Салат - Хосе Антоніо Гарсія Мена - Северо Хурадо | - Elegance - Sorento 15 - Fendi T                       | - 2321.5 - 2226.5 - 2201.5 | 6749.5          | Q        |
| 9     | Франція (FRA)                    | - Александр Аяш - Морган Барбансон - Максім Колляр                | - Zo What - Sir Donnerhall II OLD - Cupido PB           | - 2219.5 - 2271.5 - 2224.0 | 6715.0          |          |
| 10    | Бельгія (BEL)                    | - Larissa Pauluis - Лоренс Рос - Домін Міхілс                     | - Flambeau - Fil Rouge - Intermezzo Van Het Meerdaalhof | - 2165.5 - 2276.5 - 2260.5 | 6702.5          |          |
| 11    | Канада (CAN)                     | - Кріс фон Мартелс - Ліндсі Келлок - Бріттані Фрейзер-Больйо      | - Eclips - Sebastien - All In                           | - 2191.5 - 2106.0 - 2308.0 | 6605.5          |          |
| 12    | Олімпійський комітет Росії (ROC) | - Інесса Меркулова - Олександра Максакова - Тетяна Костеріна      | - Mister X - Bojengels - Diavolessa VA                  | - 2236.5 - 2057.5 - 2056.5 | 6350.5          |          |
| 13    | Австралія (AUS)                  | - Мері Ганна - Саймон Пірс - Келлі Лейн                           | - Calanta - Destano - Samhitas                          | - 2189.0 - 2205.5 - 1879.0 | 6273.5          |          |
| 14    | Японія (JPN)                     | - Кадзукі Садо - Сінґо Хаясі - Хіроюкі Кітахара                   | - Ludwig Der Sonnenkoenig 2 - Scolari 4 - Huracan 10    | - 2013.5 - 2116.0 - 2135.0 | 6264.5          |          |
| —     | Австрія (AUT)                    | - Крістіан Шумах - Флоріан Бахер - Вікторія Макс-Тойрер           | - Te Quiero SF - Fidertraum - Abegglen NRW              | - 2283.0 - 2248.0 - WD     | EL              |          |

### Гран-Прі Спешіел
| Місце | Країна                | Спортсмени                                                        | Коні                                               | Індивідуальні оцінки | Командна оцінка | Примітки |
| ----- | --------------------- | ----------------------------------------------------------------- | -------------------------------------------------- | -------------------- | --------------- | -------- |
|       | Німеччина (GER)       | - Джессіка фон Бредов-Верндль - Доротеє Шнайдер - Ізабелль Верт   | - TSF Dalera - Showtime FRH - Bella Rose 2         | 2785.5 2652.0 2740.5 | 8178            | 1        |
|       | Велика Британія (GBR) | - Шарлотт Фрай - Карл Гестер - Шарлотт Дюжарден                   | - Everdale En Vogue Gio                            | 2617.0 2528.5 2577.5 | 7723.0          | 3        |
|       | Данія (DEN)           | - Катрін Дюфур - Нанна Скодборґ Мерральд - Каріна Кассее Крют     | - Bohemian - Zack - Heiline's Danciera             | 2557.0 2441.5 2541.5 | 7540.0          | 4        |
|       | США (USA)             | - Сабін Шут-Кері - Adrienne Lyle - Стеффен Петерс                 | - Sanceo - Salvino - Suppenkasper                  | 2684.5 2504.0 2558.5 | 7747.0          | 2        |
|       | Нідерланди (NED)      | - Едвард Гал - Ганс Петер Міндергауд - Маріс ван Бален            | - Загалом Us - Dream Boy - Go Legend               | 2628.5 2505.5 2342.5 | 7479.5          | 5        |
|       | Швеція (SWE)          | - Тереса Нільсхаґен - Антонія Рамель - Джульєтт Рамель            | - Dante Weltino Old - Brother de Jeu - Buriel K.H. | 2500.0 2219.0 2491.0 | 7210.0          | 6        |
|       | Португалія (POR)      | - Родріго Торрес - Марія Каетано - Жуан Мігел Торрау              | - Fogoso - Fenix de Tineo - Equador                | 2458.5 2260.0 2247.0 | 6965.5          | 8        |
|       | Іспанія (ESP)         | - Беатріс Феррер-Салат - Хосе Антоніо Гарсія Мена - Северо Хурадо | - Elegance - Sorento 15 - Fendi T                  | 2464.0 2426.5 2308.0 | 7198.5          | 7        |